# Interstate 35
La Interstate 35 (I-35) è un'autostrada Interstate Highway che si estende per 1568,38 miglia negli Stati Uniti centrali collega Laredo con Duluth. L'autostrada attraversa gli Stati del Texas, Oklahoma, Kansas, Missouri, Iowa e Minnesota.
La Interstate 35 non collega direttamente i confini in quanto l'estremità meridionale termina con un segnale stradale a Laredo, per chi viaggia verso sud è possibile prendere uno dei due ponti a pedaggio che attraversano il Rio Grande e il confine messicano oppure tramite la Interstate 35 Business attraverso il centro di Laredo, mentre a nord la I-35 finisce a Duluth: è possibile raggiungere il Canada con la Minnesota State Highway 61 o la US Route 53 oppure con la Minnesota Highway 33 a Cloquet.